# Amapolo Nevera
Amapolo Nevera es una serie de historietas creada por Carlos Bech (guion) y Guillermo Cifré (dibujos) para el semanario "El DDT" en 1952.

## Argumento y personajes
Amapolo Nevera es un vividor, que se dedica a estafar a amigos y comerciantes para no tener que trabajar. Es uno de los muchos solterones creados por Cifré; otros son Cucufato Pi (1949) y Golondrino Pérez (1957).
Amapolo Nevera se aloja en la casa de su tía Nieves.